# Institut für Kulturwissenschaften und Theatergeschichte
Das Wiener Institut für Kulturwissenschaften und Theatergeschichte (IKT, bis 2008 Kommission für Kulturwissenschaften und Theatergeschichte) ist eine Forschungsstelle der Österreichischen Akademie der Wissenschaften (ÖAW). Die Forschungen des Instituts sind kulturwissenschaftlich-transdisziplinär ausgerichtet und umfassen die Schwerpunkte Gedächtnis – Erinnerung – Identität bzw. Erzählung – Translation – Inszenierung. Das Institut beschäftigt über 20 Mitarbeiter.

## Geschichte
Im Jahr 1998 übernahm der Historiker Moritz Csáky die Leitung der Kommission für Theatergeschichte an der Österreichischen Akademie der Wissenschaften und implementierte neue kulturwissenschaftliche Forschungsansätze. 1999 erfolgte die Umbenennung in Kommission für Kulturwissenschaft und Theatergeschichte (KKT); sie gehörte seit 2006 gemeinsam mit anderen Kommissionen und Instituten der Akademie dem Zentrum Kulturforschungen an. Mit 1. Jänner 2007 wurde die Kommission für Literaturwissenschaft sowie das gemeinsame Literaturwissenschaftliche Komitee der Österreichischen und Ungarischen Akademie der Wissenschaften in die KKT integriert. Die Aufwertung der Kommission in ein Institut erfolgte mit 1. Jänner 2009 mit der Einsetzung des neuen Direktors, des Romanisten Michael Rössner. In den letzten Jahren wurde das Institut auf über 20 aus unterschiedlichen Disziplinen kommende Wissenschaftler mit rund 25 Forschungsprojekten erweitert; rund die Hälfte der Projekte ist drittmittelfinanziert. Zu den Aufgaben des Instituts gehört einerseits die Publikation von Ergebnissen der eigenen Forschungsprojekte, andererseits die Organisation mehrerer Jours fixes (monatlich), Workshops, des ernst mach forums (halbjährlich) sowie einer internationalen Konferenz pro Jahr. Vom Institut für Kulturwissenschaften und Theatergeschichte wird überdies das Periodikum Sprachkunst Beiträge zur Literaturwissenschaft herausgegeben, bis 2009 auch das kulturwissenschaftliche Jahrbuch Moderne.

## Gegenwärtige Forschungsschwerpunkte
Unter dem seit den 1990er Jahren in der deutschsprachigen wissenschaftlichen Diskussion verbreiteten Begriff Kulturwissenschaften wird nicht eine neue wissenschaftliche Fachdisziplin verstanden, sondern ein Forschungsinteresse an bestimmten, disziplinenübergreifenden Problemen und Fragestellungen. Kulturwissenschaften sind gemäß dieser Auffassung grundsätzlich inter- und transdisziplinär ausgerichtet, ein Umstand, dem auch die personelle Zusammensetzung des Instituts für Kulturwissenschaften und Theatergeschichte Rechnung trägt, dessen Mitarbeiter und Mitarbeiterinnen aus verschiedenen Fachdisziplinen (Geschichte, Theaterwissenschaft, Politikwissenschaft, Philosophie, Vergleichende Literaturwissenschaft, Germanistik, Slawistik und Romanistik) kommen.
Die Forschungsprojekte des Instituts für Kulturwissenschaften und Theatergeschichte beruhen auf einem kommunikationstheoretisch aufgefassten Kulturbegriff, der nicht nur Phänomene der so genannten Hochkultur (wie Religion, Wissenschaft und Kunst) umfasst, sondern Kultur als ein dynamisches Ensemble aus Zeichen, Symbolen und Codes versteht, mittels derer Individuen und Gruppen – verbal und nonverbal – miteinander kommunizieren, wobei diese Kommunikation notwendig immer auch auf Übersetzungsleistungen – in einem umfassenden, nicht nur verbalsprachlichen Sinn verstanden – beruht.
Die Forschungsprojekte des Instituts sind durch die Leitlinien Gedächtnis – Erinnerung – Identität und Erzählung – Translation – Inszenierung geprägt und in vier Forschungsschwerpunkten organisiert:

### Theater und Theatralität
Die in diesem Schwerpunkt zusammengefassten Projekte zielen auf Untersuchungen verschiedener Formen von theatraler Inszenierung und Repräsentation. Theater und Fest werden als soziokultureller Kommunikationsraum begriffen, theatrale Artefakte als Primärquellen kommunikativer Zeichen, Symbole und Codes gelesen. Inszenierung und Repräsentation arbeiten mit aktualisierter Erinnerung vielfältiger Erfahrungsbilder. In diesem Prozess transportierte Wertvorstellungen und Normen unterstützen die Konstruktion kollektiver Identitäten; dabei kann sich durch unterschiedliche Rezeptionen, im nationalen wie transnationalen Kontext kulturelles Gedächtnis performativ konstituieren und verändern.

### Kulturen des Wissens
Wissen als Grundlage sozialen Handelns ist stets an die soziokulturelle Verfasstheit von Gesellschaften gebunden. Wenn Wissen zur Bewältigung der gesellschaftlichen Lebensrealitäten erzeugt wird, ist es zwangsläufig mit Macht liiert. Kulturen des Wissens fokussiert daher auf Forschungsansätze, die nach den spezifischen Funktionen fragen, die Wissenssysteme in ihren jeweiligen soziokulturellen Kontexten ausfüllen: wie gesellschaftliches Wissen durch Distribution bestimmter Normen und Werte die Herausbildung individueller und kollektiver Identitäten reguliert, wie es sich durch synchrone und diachrone Akte der Aneignung (und Abweisung) anderer Kulturen zu legitimieren und etablieren sucht. Durch die Analyse der Verbindung von Wissen und gesellschaftlichen Machtkonstruktionen sollen Mechanismen komplexer kultureller Prozesse aufgezeigt und damit ein kritisches Verständnis gegenwärtiger Regulative sozialen Handelns gefördert werden.

### Translation
Unter Translation wird in einem transdisziplinären Ansatz nicht allein Übersetzung von Sprache zu Sprache verstanden, sondern all jene Prozesse, die durch De- und Rekontextualisierung Kommunikation im Rahmen kultureller Interaktion ermöglichen. Erforscht werden daher auch die transmedialen und transdisziplinären Übertragungen und ihr Umfeld, ebenso kulturelle Translationen zwischen verschiedenen historischen Epochen und gesellschaftlichen Subsystemen. Im Vordergrund steht dabei die Rolle von Narrativen, Repräsentationen und Inszenierungen bei der Aushandlung von Identitäten und der Schaffung von kollektivem Gedächtnis.

### Orte des Gedächtnisses – Erinnerungsräume
Unter Orten des Gedächtnisses versteht man Orte im topographischen und metaphorischen Sinn, denen für eine bestimmte Gemeinschaft eine kollektive Erinnerungsfunktion beigemessen wird. Die Beziehung von Gedächtnis und Identität bildet den erkenntnisleitenden Rahmen für die Analyse von Repräsentationen des Gedächtnisses in unterschiedlichen gesellschaftlichen Praxisfeldern, wie z. B. den Zeichensetzungen der Erinnerungskultur im öffentlichen Raum oder von Narrativen, in denen das Eigene und das Andere konstituiert werden. Einen thematischen Schwerpunkt bildet die Auseinandersetzung mit den Verbrechen des Nationalsozialismus im kulturellen Gedächtnis, mit denen vielfach ein ethisches Erinnerungsgebot verbunden wird.

### ERC-Arbeitsgruppe „Globalisierte Gedenkmuseen“ (GMM)
Das vom Europäischen Forschungsrat (ERC) der Europäischen Kommission finanzierte und von Ljiljana Radonić geleitete Projekt (2019–2024) hinterfragt kritisch die vielbeschworenen Formeln von der „Globalisierung der Erinnerung“ und der „Universalisierung des Holocaust“ mittels einer vergleichenden, systematischen Untersuchung von 50 Museen weltweit. Einerseits werden die dem Zweiten Weltkrieg gewidmeten memorial museums untersucht, unter besonderer Berücksichtigung der musealen Repräsentationen in China und Japan; andererseits geht es um die Musealisierung der Genozide der 1990er-Jahre in Ruanda und Bosnien-Herzegowina. Im Fokus stehen Museen als Flaggschiffe nationaler Identität, aber auch internationale Trends in Fragen der Ästhetik, Techniken der Musealisierung, materiellen Spuren der Massenverbrechen sowie von menschlichen Überresten. Normative Konzepte und Machtverhältnisse zwischen den jeweiligen Akteuren und Ländern werden kritisch im Spannungsfeld zwischen lokalen, regionalen, nationalen und internationalen Kontexten analysiert.